# Le Tonneau magique
Le Tonneau magique (titre original : The Magic Barrel) est un recueil de treize nouvelles écrites par Bernard Malamud et parues dans divers magazines (Partisan Review, The American Mercury, Commentary, Discovery, America et The New Yorker) entre septembre 1950 et le printemps 1958.
Le livre a été publié pour la première fois en 1958 par Farrar, Straus and Giroux. En France, il paraît en 1967 avec un ordre d'apparition des nouvelles différent de l'édition originale.

## Liste des nouvelles du recueil
Dans l'ordre d'apparition de l'édition originale :
- Les Sept Premières Années ((en) The First Seven Years, 1950)
- Deuils ((en) The Mourners, 1955)
- La Fille de mes rêves ((en) The Girl of My Dreams, 1953)
- L'Ange Levine ((en) The Angel Levine, 1955)
- La Précieuse clef ((en) Behold the Key, 1958)
- Pitié ((en) Take Pity, 1956)
- La Prison ((en) The Prison, 1950)
- La Dame du lac ((en) The Lady of the Lake, 1958)
- Lectures d'été ((en) A Summer's Reading, 1956)
- La Facture ((en) The Bill, 1951)
- Le Dernier Mohican ((en) The Last Mohican, 1958)
- L’Emprunt ((en) The Loan, 1952)
- Le Tonneau magique ((en) The Magic Barrel, 1954)

## Prix
- 1959 : National Book Award.

## Adaptation
La nouvelle L'Ange Levine a été portée au cinéma par Ján Kadár avec son film The Angel Levine (en) en 1970.